# Фриз Парфенона
Фриз Парфенона — це горельєфна пентелічна мармурова скульптура, створена для прикраси верхньої частини наоса Парфенона. Він був створений між 443 і 437 роками до н. е. , швидше за все, під керівництвом Фідія. Із 160 метрів (524 фути) оригінального фриза збереглося 128 метрів (420 футів) — близько 80 відсотків. Решта відома лише за малюнками, приписаними французькому художнику Жаку Керрі в 1674 році, за тринадцять років до Венеціанської бомбардування, що зруйнувала храм.
В даний час більша частина Фриза знаходиться в Британському музеї в Лондоні (утворюючи основну частину мармуру Елгіна); більша частина решти знаходиться в музеї Акрополя в Афінах, а інші фрагменти розподілені між шістьма іншими установами. Зліпки Фриза можна знайти в архіві Бізлі в Музеї Ешмола в Оксфорді, в музеї Сперлока в Урбані, в музеї у Базелі та в інших місцях.

## Опис
Розповідь про Фриза починається в південно-західному куті, де процесія, мабуть, розділяється на дві окремі групи. Перша третина західного Фриза не є частиною процесії, а замість цього, мабуть, є підготовчим етапом для учасників. Перша фігура тут — одягнений маршал, за яким слідують кілька чоловіків, які готують коней до фігури, які можуть брати участь у докімасії, випробуванні або зарахуванні лицарів. А також неоднозначна фігура, яка може бути або протестуючим власником відкинутого коня, або керіксом (герольдом), чия рука тримала частину інакше втраченого сальпінкса (труби).

## Стиль
Фриз Парфенона є визначальним пам'ятником високого класичного стилю античної скульптури. Він знаходиться між поступовим затемненням суворого стилю, як це видно на метопах Парфенона, і еволюцією пізньокласичного багатого стилю. Важко визначити, на які джерела спирався дизайнер Фриза, безумовно, великомасштабне наративне мистецтво було знайоме афінянам V століття, як на картині Стоа пойкіле Полігнотоса з Тасоса. Незважаючи на загальну узгодженість роботи, на протилежних сторонах Фриза існують відмінності в дизайні, що наводить деяких вчених на думку про можливість більш ніж одного дизайнера і про характер впливу між ними. На півночі більше наготи і фронтальності, ніж на півдні, скупчення і розподіл фігур сильно відрізняється на сході від більш широко розташованих на Заході, а схід і північ, як правило, демонструють більше інновацій. Це свідчення, поряд з частотою, з якою, як вважається, співпрацювали грецькі художники, спонукало Дженіфера Нілса висунути гіпотезу про існування двох дизайнерів, що працюють над скульптурою. Це дозволило б пізнішому дизайнеру порівнювати і конкурувати з більш раннім і, таким чином, пояснити спостережувані зміни в композиції. Географічна орієнтація також, можливо, диктувала, що буде представлено на одній стороні в порівнянні з іншою, тобто амазонки на Заході і так далі.

## Інтерпретація і припущення
Оскільки з давніх-давен не збереглося опису Фриза, а багато релігійних ритуалів включали таємну символіку і традиції, що залишилися невисловленими, то питання про значення скульптури було постійним і невирішеним.  
Перша опублікована спроба інтерпретації належить Кіріаку Анконському в 15 столітті, який назвав її «перемогами Афін за часів Перикла». Однак те, що зараз є більш загальноприйнятим поглядом на твір, а саме те, що на ньому зображена велика Панафінейська процесія від Леокоріона біля Дипілонських воріт до Акрополя, обговорювалося Стюартом і Реветтом у другому томі їх «Афінські давнини», 1787 рік. Подальші інтерпретації значною мірою ґрунтувалися на цій теорії, навіть якщо вони заперечують, що Храмова скульптура могла представляти сучасну подію, а не міфологічну чи історичну. Тільки в останні роки з'явилася альтернативна теза, в якій Фриз зображує міф про заснування міста Афіни замість фестивальної «помпи».